# Suzukiana
Suzukiana är ett släkte av fjärilar. Suzukiana ingår i familjen tandspinnare.
Kladogram enligt Catalogue of Life:
| Suzukiana | \| \| Suzukiana amagizana \| \| \| \| \| \| Suzukiana basistriga \| \| \| \| \| \| Suzukiana birmidonta \| \| \| \| \| \| Suzukiana canescens \| \| \| \| \| \| Suzukiana cinerea \| \| \| \| \| \| Suzukiana diehli \| \| \| \| \| \| Suzukiana flavicinta \| \| \| \| \| \| Suzukiana formosana \| \| \| \| \| \| Suzukiana irrorata \| \| \| \| \| \| Suzukiana niteria \| \| \| \| \| \| Suzukiana pallida \| \| \| \| \| \| Suzukiana sichuanensis \| \| \| \| \| \| Suzukiana sikkima \| \| \| \| \| \| Suzukiana suzukii \| \| \| \| \| \| Suzukiana ussuriensis \| \| \| \| |
|           | \| \| Suzukiana amagizana \| \| \| \| \| \| Suzukiana basistriga \| \| \| \| \| \| Suzukiana birmidonta \| \| \| \| \| \| Suzukiana canescens \| \| \| \| \| \| Suzukiana cinerea \| \| \| \| \| \| Suzukiana diehli \| \| \| \| \| \| Suzukiana flavicinta \| \| \| \| \| \| Suzukiana formosana \| \| \| \| \| \| Suzukiana irrorata \| \| \| \| \| \| Suzukiana niteria \| \| \| \| \| \| Suzukiana pallida \| \| \| \| \| \| Suzukiana sichuanensis \| \| \| \| \| \| Suzukiana sikkima \| \| \| \| \| \| Suzukiana suzukii \| \| \| \| \| \| Suzukiana ussuriensis \| \| \| \| |
|           | Suzukiana amagizana |
|           | |
|           | Suzukiana basistriga |
|           | |
|           | Suzukiana birmidonta |
|           | |
|           | Suzukiana canescens |
|           | |
|           | Suzukiana cinerea |
|           | |
|           | Suzukiana diehli |
|           | |
|           | Suzukiana flavicinta |
|           | |
|           | Suzukiana formosana |
|           | |
|           | Suzukiana irrorata |
|           | |
|           | Suzukiana niteria |
|           | |
|           | Suzukiana pallida |
|           | |
|           | Suzukiana sichuanensis |
|           | |
|           | Suzukiana sikkima |
|           | |
|           | Suzukiana suzukii |
|           | |
|           | Suzukiana ussuriensis |
|           | |